# Nicolas de Nonancour
Nicolas de Nonancour, o de Nonancourt noto anche come Nicolas l'Aide (Nonancourt, XIII secolo – Roma, 23 settembre 1299), è stato un cardinale francese.

## Biografia
Nacque a Nonancourt, nella diocesi di Évreux, in data non nota.
Fu cancelliere (o decano) del capitolo della cattedrale di Parigi dal 1284 al 1288. Venne nominato cardinale nel concistoro del 18 settembre 1294 da papa Celestino V con il titolo cardinalizio di San Marcello ma nel novembre dello stesso anno optò per il titolo di San Lorenzo in Damaso. Nel dicembre 1294 partecipò al conclave che elesse papa Bonifacio VIII. Morto a Roma nel 1299, la sua salma venne inumata nella Cattedrale di Nôtre Dame di Évreux.